# Морозова Маргарита Кирилівна
Маргарита Кирилівна Морозова, до шлюбу Мамонтова (22 жовтня (3 листопада) 1873, Москва — 3 жовтня 1958, Москва) — російська меценатка, одна з найвидатніших представниць релігійно-філософського та культурного просвітництва Росії початку XX століття.
Заснівниця московського Релігійно-філософського товариства, господиня московського літературно-музичного салону, власниця видавництва «Шлях». Директорка Російського музичного товариства. Московська красуня, предмет ідеально-містичної закоханості Андрія Бєлого, оспіваний ним у «Другій симфонії» та в поемі «Перше побачення», подруга сім'ї Олександра Скрябіна, подруга філософа Євгена Трубецького. Прототип творів В. В. Немировича-Данченка, А. В. Сумбатова-Южина, персонажка живописних полотен російських художників В. О. Сєрова, М. К. Бодаревського, В. К. Штемберга, мемуаристика.

## Дитинство та юність

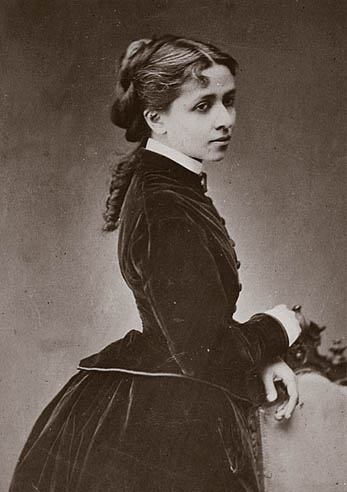
М. О. Мамонтова (Левенштейн), мати Маргарити Кирилівни

Народилась в Москві і домі Д. П. Боткіна на Покровці. Купецька родина Мамонтових була в родстві з прізвищами Третьякових і Боткіних. Старші брати Мамонтові володіли лакофарбовим виробництвом. Їх молодший брат, спадковий почесний громадянин Кирило Миколайович Мамонтов, батько Маргарити, успадкував від батька чималі кошти, але, за спогадами дочки, виявився невдалим промисловцем. Він кидався із крайності в крайність: виступав компаньйоном по організації якихось заводів, в Російсько-турецьку війну наймав пароплави на Чорному морі для перевезення російських військ, — поки зовсім не розорився.
Зрештою фінансові справи сім'ї виявилися настільки заплутаними, що майно було продано за борги, і батько змушений був тікати від своїх кредиторів за кордон, де у відчайдушній спробі повернути хоча б частину коштів грою в рулетку в Монте-Карло програв все без залишку, після чого застрелився.
Розоривши сім'ю, Кирило Миколайович позбавив не тільки дружину, але і двох малих дочок того, на що вони могли претендувати за правом походження. Залишившись без всякої підтримки, мати — Маргарита Оттівна Мамонтова (1852—1897) — розраховувала тільки на себе. Вона походила із заможного німецького роду Левенштейн. Її батько, Отто Іванович Левенштейн (Otto Anton Löwenstein), був старостою московської німецької католицької громади. Не бажаючи бути комусь зобов'язаною, вона взялася за працю сама: почала шити на замовлення знайомим дамам, згодом відкрила свою майстерню і школу крою та моделювання одягу в Москві, в Леонтіївському провулку. Конфесійно Маргарита Оттівна належала католицизму, але за російським законом її дочки Маргарита і Олена мали виховуватися в православ'ї. Мати Маргарити Оттівни по батькові була вірменського походження з роду Еларових, тому її дочки успадкували від неї зовсім не російську красу. В жилах Маргарити Кирилівни, крім вірменської, текло ще безліч інших кровей: російська, німецька, англійська, єврейська. Маргарита Кирилівна пізніше писала про себе: «у мені жид із вірменином повстають».
Бабусю маленької Маргарити теж звали Маргаритою. За спогадами онуки, Маргарита Агапітівна Левенштейн (Еларова) володіла деспотичним характером, і з цієї причини мати Маргарита Оттівна, навіть будучи розпещеною безтурботним життям в забезпеченій сім'ї батьків, не бажала потрапляти у фінансову залежність від Маргарити Агапітівни. Коли чоловік покінчив життя самогубством, Маргариті Оттівні було всього 25 років. Не маючи схильності до інтелектуальних інтересів, вона, як згадує Маргарита Кирилівна, весь залишок свого короткого життя присвятила дочкам. «Мама нас дуже любила і страшно піклувалася про здоров'я». Вже видавши дочок у шлюб, незадовго до своєї смерті вона у 1896—1897 роках обіймала посаду попечительки жіночої школи при Московському товаристві навчання ремеслам дітей всіх станів".

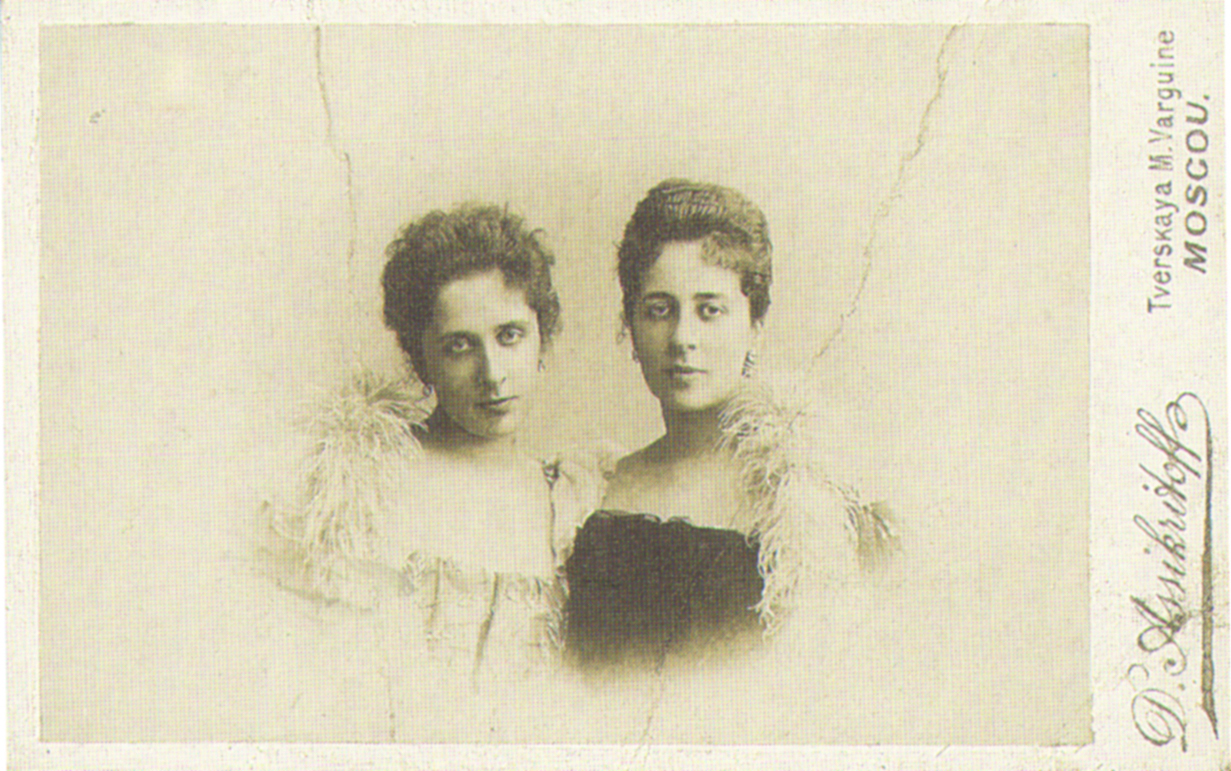
Сестри Мамонтови: Олена (у шлюбі Вострякова) і Маргарита. 1906

Завдяки старанням матері дитинство дочок було досить благополучним. Але все ж спосіб життя Маргарити Оттівни був дуже замкнутим. Крім рідних, у неї бували лише Д. П. Боткін і книговидавець К. Т. Солдатенков («Козьма Медічі»), а також А. А. Козлов — обер-поліцмейстер Москви, близький друг матері, холостяк, який відкрито покровительствував Мамонтову. Народна чутка робила його батьком обох дочок. Козлов жив неподалік від Мамонтових і на правах їх опікуна бував у будинку щодня, роблячи значний вплив на їх виховання. Солдатенков був дружний з Боткіним, Козловим, в гостях у нього юна Маргарита бачила багату колекцію картин. Ставши старше, сестри почали виїжджати на дачу до родичів.
З дитинства Маргариті запам'яталося відкриття пам'ятника Пушкіну, враження від вбивства Олександра II; вона була присутня на коронації Олександра III, бувала на історичних концертах Антона Рубінштейна 1885—1886 років, що потрясли уяву дівчинки. Сестри були регулярними відвідувачками Італійської опери Большого театру. Маргарита вступила в Петропавловську гімназію в тринадцять років. З дванадцятирічного віку поновилися контакти сестер з родичами покійного батька. Вони бували у «тьоті Віри Третьякової» — сестри батька і дружини П. М. Третьякова, заснівника Третьяковської галереї. Одного разу Павло Михайлович покликав дівчаток до нової картини, ще прихованої простирадлом, і прибрав простирадло.
|                                                                                             | Мы онемели от ужаса: это был Иван Грозный, убивший сына, работы Репина. Впечатление было страшно сильное, но отталкивающее… Казалось, что убитый сын Грозного лежал на полу комнаты, и мы с ужасом стремглав пробегали мимо, стараясь не смотреть на картину. |
| — Морозова М. К. Мои воспоминания. // Наше наследие : журнал. — 1991. — № VI (24). — С. 94. | |

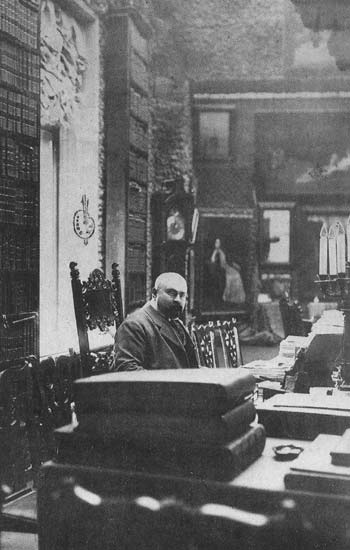
Михайло Абрамович Морозов у своєму кабінеті в будинку на Смоленському бульварі

В будинку дядька, Івана Миколайовича Мамонтова (1846—1899), директора заводу з виробництва сургучу і фарб, Маргарита Кирилівна познайомилася із сім'ями музичного критика Н. Д. Кашкина, музичного видавця П. І. Юргенсона, музичного критика Р. А. Лароша. Крім цього, сестри Мамонтові бували в будинку Л. М. Жемчужнікова, брата А. М. Жемчужнікова, де познайомилася зі своєю одноліткою Галиною Львівною Жемчужниковой, згодом дружиною художника В. Є. Маковського. Співавтори Козьми Пруткова запам'яталися Маргариті своєю схожістю з їх двоюрідним братом Товстим О. К.: «…такий же високий зріст, довга сива, роздвоєна борода і пишне сиве волосся. Брати Жемчужнікови здавалися якимись могутніми давньоруськими боярами».
В кінці 1880-х років Маргарита Кирилівна захопилася мистецтвом Малого театру і грою Марії Єрмолової, М. П. Садовського, О. О. Садовської, Р. Н. Федотової. Крім Великого і Малого театрів, Маргарита відвідувала Італійську оперу в Російської приватної опери свого дядька Сави Івановича Мамонтова, де насолоджувалася співом італійського тенора Франческо Таманьо. Тоді ж сестри Маргарита і Олена Мамонтові познайомилися зі своїми двоюрідними сестрами Тетяною, Наталею і Параскою Мамонтовими, дочками Анатолія Івановича Мамонтова (1840—1905). Потрапивши в будинок А. В. Мамонтова, Маргарита Кирилівна вперше опинилася у великому, шумному й цікавому суспільстві. Будинок господарів був відкритий для дорослої творчої молоді, тут частими гостями бували художники Ст. А. Сєров, М. А. Врубель, В. С. Остроухов, К. А. Коровін.